# Herbertus capensis
Herbertus capensis là một loài rêu tản trong họ Herbertaceae. Loài này được (Stephani) Sim miêu tả khoa học lần đầu tiên năm 1926.